# Pallamano Conversano 2009-2010

## Partite disputate

### Serie A Elite

#### Prima fase
| Conversano , ore 1ª Giornata - Girone Andata | Conversano | 28 – 27 | Teamnetwork Albatro |  |

| Bologna , ore 2ª Giornata - Girone Andata | Bologna | 28 – 40 | Conversano |  |

| Conversano , ore 3ª Giornata - Girone Andata | Conversano | 37 – 22 | Gammadue Secchia |  |

| Teramo , ore 4ª Giornata - Girone Andata | Teknoelettronica Teramo | 30 – 31 | Conversano |  |

| Conversano , ore 5ª Giornata - Girone Andata | Conversano | 41 – 26 | Luciana Mosconi Ancona |  |

| Altamura , ore 6ª Giornata - Girone Andata | Italgest Casarano | 20 – 33 | Conversano |  |

| Conversano , ore 7ª Giornata - Girone Andata | Conversano | 34 – 24 | Junior Fasano |  |

| Siracusa , ore 1ª Giornata - Girone Ritorno | Teamnetwork Albatro | 24 – 36 | Conversano |  |

| Conversano , ore 2ª Giornata - Girone Ritorno | Conversano | 24 – 23 | Bologna |  |

| Rubiera , ore 3ª Giornata - Girone Ritorno | Gammadue Secchia | 28 – 32 | Conversano |  |

| Conversano , ore 4ª Giornata - Girone Ritorno | Conversano | 42 – 22 | Teknoelettronica Teramo |  |

| Ancona , ore 5ª Giornata - Girone Ritorno | Luciana Mosconi Ancona | 36 – 40 | Conversano |  |

| Conversano , ore 6ª Giornata - Girone Ritorno | Conversano | 26 – 27 | Italgest Casarano |  |

| Fasano , ore 7ª Giornata - Girone Ritorno | Junior Fasano | 27 – 26 | Conversano |  |

#### Seconda fase - poule scudetto
| Conversano , ore 1ª Giornata - Girone Andata | Conversano | 31 – 30 | Italgest Casarano |  |

| Fasano , ore 2ª Giornata - Girone Andata | Junior Fasano | 27 – 33 | Conversano |  |

| Conversano , ore 3ª Giornata - Girone Andata | Conversano | 33 – 28 | Bologna |  |

#### Semifinali play off scudetto
| Conversano , ore Gara 1 | Conversano | 30 – 18 | Junior Fasano |  |

| Fasano , ore Gara 2 | Junior Fasano | 28 – 31 | Conversano |  |

#### Finale play off scudetto
| Conversano , ore Gara 1 | Conversano | 36 – 25 | Italgest Casarano |  |

| Altamura , ore Gara 2 | Italgest Casarano | 27 – 31 | Conversano |  |

| Conversano , ore Gara 3 | Conversano | 41 – 29 | Italgest Casarano |  |

### Coppa Italia
| Conversano 28 novembre 2009, ore Quarti di finale - Gara 1 | Conversano | 41 – 19 | Luciana Mosconi Ancona |  |

| Ancona 5 dicembre 2009, ore Quarti di finale - Gara 2 | Luciana Mosconi Ancona | 27 – 39 | Conversano |  |

| Conversano 13 marzo 2010, ore Semifinale | Conversano | 25 – 21 | Italgest Casarano |  |

| Conversano 14 marzo 2010, ore Finale | Conversano | 30 – 26 | Teamnetwork Albatro |  |

### Handball Trophy
| Lignano Sabbiadoro 21 settembre 2009, ore Quarti di finale | Conversano | 30 – 25 | Teknielettronica Teramo |  |

| Lignano Sabbiadoro 22 settembre 2009, ore Semifinale | Conversano | 34 – 30 | Gammadue Secchia |  |

| Lignano Sabbiadoro 23 settembre 2009, ore Finale | Conversano | 29 – 24 | Teamnetwork Albatro |  |

### Supercoppa italiana
| Lignano Sabbiadoro 20 settembre 2009 | Italgest Casarano | 24 – 25 | Conversano |  |

### Coppa delle Coppe
| Conversano 14 novembre 2009, ore Terzo turno | Conversano | 27 – 22 | Steaua MFA Bucarest |  |

| Bucarest 21 novembre 2009, ore Terzo turno | Steaua MFA Bucarest | 30 – 22 | Conversano |  |